# 火鳳燎原角色列表
以下是陳某漫畫作品《火鳳燎原》的人物列表。

## 河內司馬家
司馬懿
「智」的代表，沐浴戰火而生的不死鳥，最後一統三國的人。代表作品名稱中的「鳳」。
字仲達，河內首富商家司馬家的二公子，司馬家實質的統帥，殘兵幕後的主使人，領導司馬家立足在亂世，而不受其他諸侯威脅。是個天才，善於算學，喜歡把戰場及政治比喻成商場。思考方式異於常人，其謀略及算計能力不下於水鏡八奇。跟當時未出山的孔明破解了城下一聚的謎題，領悟繁衍的真意，收服山家（山無陵）資產。提出一個理論，與其靠自己努力打天下，不如扶持最強的人，火速平定天下後，再取而代之。在司馬家遭許定血洗後投靠曹操軍。曾被袁方派人意圖暗殺，刺客聲稱袁方說過「（水鏡）八奇可除則除，但你（指司馬懿）非殺不可」，後為陸遜所救。在序幕中，年暮的他在挾持著曹芳時被殘兵所殺。
司馬師
字子元，司馬懿之長子，於曹操北征袁氏時暗示山無陵已懷有他，於赤壁之戰篇時曹操曾一度想以其為人質來制衡司馬懿，但在手下將領諫勸下作罷。於周瑜亡命篇後以嬰兒時期正式登場，於序幕時和司馬昭勸喻在挾持曹芳的司馬懿離開宮殿。
司馬昭
字子上，司馬懿之次子，於周瑜亡命篇後以嬰兒時期的司馬師正式登場時劇情交代暗示山無陵再懷孕，於序幕時和司馬師勸喻在挾持曹芳的司馬懿離開宮殿。
司馬朗
字伯達，司馬家的大公子，生性敦厚。曾經被董卓抓入洛陽當人質，最後被殘兵所救。擅與他人交際，在司馬家滅門後，為司馬懿去游說荀彧收留司馬懿，也曾游説侯成、宋憲等人對呂布造反。
司馬孚
字叔達，司馬家三公子。是一個還未成年的小孩，頭上綁著繡上《天下第参》字樣的布條。司馬家餘下的兄弟皆喜歡與二哥打鬧。
司馬馗
字季達，司馬家四公子。一個小孩，活潑好動，天生記性奇佳，在圍棋的造詣上遠勝司馬懿。頭上綁著繡上《天下第肆》字樣的布條。
司馬恂
字顯達，司馬家五公子。一個小孩，負責照顧老七。頭上綁著繡上《天下第伍》字樣的布條。
司馬進
字惠達，司馬家六公子。一個小孩，裝扮與老四極像。頭上綁著繡上《天下第陸》字樣的布條。
司馬通
字雅達，司馬家七公子。一個一、兩歲大的小嬰兒。頭上綁著繡上《天下第柒》字樣的布條。
司馬敏
字幼達，司馬家幼公子。唯一一位沒有在早期司馬家中現身的公子，自稱為徐州三房所生。外表雖然文靜，但實為最兇殘的刺客，表示論兇殘的話，司馬懿不及他十分之一。前七個哥哥幹大事，他幹「髒事」。
司馬遺
司馬朗長子。在南城之戰突圍而出，及後傷重身亡。
大伯
於司馬家策兵變時，因家人全部被殺而於跳城自殺
三叔
於司馬家策兵變時，與其子同被曹兵殺害
四叔
於司馬家策兵變時，被許定所殺

### 殘兵
「殘存亦沒路，兵敗如山倒。」殘兵，是一個收銀買命的刺客組織。根據《火鳳燎原外傳》描述，「殘兵」是由一名縱橫兗州的獨眼刺客創建。漢末賣官風氣盛行，殘兵之建立，最初原是首領老大（原名劉大）為了籌措足夠的資金以獲取朝廷官位的手段，久而久之，闖出了一番名聲，遂成為令人聞風喪膽的刺客集團。由於殘兵出手，絕不落空，因此後來有「勇冠天下，無人能及。武者之最呂布，刺客之首殘兵」的說法。至於殘兵名稱的由來，乃因每位成員的身體都有某方面的殘缺而得名。雖殘兵對外接受不同交易，但內部實為司馬家私兵。
燎原 火（趙雲）
「勇」的代表，智勇雙全的將軍。
字子龍，殘兵之首，殘於神經，沒有痛覺，擁有極佳的復原能力，敵我雙方常以「怪物」稱之。打法走險奇路線，武技風格被評為不要命。擅使劍（常山劍法）、槍、暗器苦無、徒手博擊。時常說著「殺一個人總比殺十幾個來得方便、殿後一向是我的工作」。文武雙全的奇才，郭嘉亦讚許為出山以來首遇的好對手。曾臥底潛入許臨部下趙賢家中，被趙賢收為義子，因此以趙火之假名行走，其後因任務需要迎娶樊夫人，卻對樊夫人產生情愫。後因小孟誤報以為樊夫人離世。在潛入洛陽救司馬朗當中，幫劉備等人與百姓離開，隨後劉備詢問姓名時，手指焚城大火，而被劉備等人誤以為所指為藍天或白雲，遂以為其名是趙雲。後來傷勢累累的情況下與呂布單打獨鬥，卻在小孟下毒及配合心理戰之下逼退呂布，最終不分勝負（事後也可看出呂布絕不可能為了許臨犧牲生命）。爾後在袁紹軍追殺公孫瓚時，冒充袁紹部下紫王，卻在顏良故意以紫王其亡弟紫龍之名套出真實身分下，又被劉備兄弟聽到，因此誤以為字子龍。亦曾與張雷、郭昂聯手兼應用兵法之道下，最終以「只用一次」，輕鬆擊敗呂布，救出曹操。在小孟失蹤後，遂離開殘兵，與手下馬俑聯合起來，表面經營饅頭生意，實際上收錢殺人。後為幫司馬家一把，被龐老六說動，加入反曹聯盟行刺曹操，因而間接導致了司馬家滅門。而在司馬家滅門後，按照司馬懿的指示，帶著司馬懿給的資金去投靠一個他認為值得投靠的明主。最後，他選擇了劉備。在小孟暗殺曹操失敗慘遭羞辱而亡之後，獨自留在亂葬崗中尋其屍首，後因袁譚為進軍下邳而行經此地，燎原火深怕小孟屍首遭受大軍踐踏而不肯讓道，最終追殺袁譚於千軍萬馬之中，其武勇令袁譚誤以為呂布未死（另一方為了類似理由而追殺袁譚的張遼亦被誤認為呂布），最後袁譚承蒙張郃相救才免於一死。理念上與仲達漸行漸遠，卻與劉備相當契合。其後不斷游說諸葛亮，希望為劉備取得一名真正的軍師。長坂一戰中，終於認定自己與司馬懿的道路不同，但仍立志會扶助司馬懿登上權力寶座。與劉大相遇後，劉大欲說服其刺殺劉備及諸葛亮，但趙雲以「與其遺子黃金滿赢，不如一經」拒絕劉大，並重創劉大救走阿斗。之後被曹軍以郭嘉所改良的八陣圖及曹營八大猛將圍攻，在危急之際憶起小孟，最終以一人之力破八陣圖並殺掉夏侯恩，曹操稱自己征戰多年，終於遇上一個比呂布更令人心寒的戰神。但趙雲衝出八陣圖後卻遇上剛趕來的張遼，交戰數十回合後體力不支，後來被及時出現的張飛所救。赤壁之戰後為劉備收桂陽，卻重遇仍在世的樊夫人，在重重難關下仍能突出重圍，欲帶走樊夫人時，目睹樊夫人被八奇挾持並威脅自己，只能在桂陽和樊夫人間抉擇。趙雲在樊夫人被八奇殺死前，向她表示自己真摰的愛意，得到其重新接受，唯趙雲接受不了樊夫人的死亡，單挑八奇誓報殺妻之仇。與八奇交手之後，得知八奇也曾潛入常山趙家，兩人關係千絲萬縷。之後於馬超手下解救趙家師範趙真，再度與趙昂、王異及八奇相遇，聯手樊老和姜維擊退馬超。
小孟（貂蟬）
殘於下體，原為宦官，易容高手。曾化身為王允歌姬使美人計於呂董。是曹性的徒弟，擅弓術，所習弓術一脈傳自曹性，拉弓方法獨特，以右腳獨立，左腳撐弓身瞄準，能百步穿揚。在與甘寧賽箭術後，摔下山崖，被呂布所救，後在反曹同盟之時，偽裝成張繡之嬸母鄒氏前去行刺曹操。得知司馬家遭許定滅門後，遂加入呂布軍，想替司馬家及他恩師曹性復仇。在呂布被擒後，曾試圖行刺曹操，最後被夏侯惇一槍刺倒，再被曹操以「與宦官劃清界線」為由親手殺死。對燎原火有種超越兄弟之間的情誼。
郭昂
殘於左臂，以鐵鍊連著鐵鎚代替，號「一手人」。天生神力，擅使流星鎚，打法可剛可柔。曾在殘兵多次的任務中扮演正面吸引敵軍注意力的標靶，最後在察覺許定的意圖後，不知其他人已經被許定收買，而在欲拿武器時被砍去右手，隨後被許定一刀致死。有一子，郭淮。
張雷
殘於右腳，以接合博刀（即朴刀，朴為簡字，正體字不可用為朴刀）刀刃代替，擅使華麗腳法，號「單蹄馬」。繼燎原火後為殘兵首領。但未久就隱退而去，由許臨子、許褚兄，許定接位。在聽聞郭昂與司馬家之事後，復出為郭昂報仇，雖開始時略佔上風，後為司馬朗血戰生路時，犧牲左腿以右腳刀刃脅於許定，但因氣力不足而失敗，在燎原火的及時出現下，而保得一命，後照顧郭昂之子郭淮及王剛之子王雙。
三船
聾啞人，但聾能聽，啞能言，所謂聾啞其實是源自於語言不通。家族背景為秦始皇使徐福帶童男童女周遊列國求長生不老藥，後於日本生活的後人。擅使刀法（秦將刀法，即類似於居合斬），在司馬懿被呂蒙手下刺客組織「白衣」挾持時為救司馬㦤離開而犧牲。
老賈
殘兵幹部，「臭蟲」賈逵之父。深得司馬懿信賴，經常與司馬懿同行，充當保鑣及特務。
周倉
字元福。
耿忠
外傳小說人物。殘於雙臂齊肩，人稱耿兩袖，是殘兵第四代首領。上任不足三個月，陣亡。
計髡
外傳小說人物，是殘兵第五代首領，出身於最多馬賊流寇聚集的常山。自稱腦殘，卻向司馬懿提出驚人創舉的殘影計劃—物色相貌相近的替身，加以訓練、培訓。不但解決首領早死及首領頻繁轉換的問題，以達至混淆視聽效果。也是燎原火和陸霜的師父，傳授「騙子劍法」的常山劍法：左曲右回，上襲下攻，前進後擊。後來一次任務因陸霜自作聰明殺了張公公而闖下大禍，決心要陸霜殘廢的他被陸霜用響箭殺死。
陸霜
外傳小說人物，是殘影計劃中燎原火的替身，出身於陳留縣陸家村。在為耿忠報仇任務中救回，與燎原火一起培訓，一直以超越燎原火為目標。殺死計髡的他佈置自己假死疑陣，被燎原火識破。為了司馬家的利益，善於善後的燎原火下令江湖追殺令通緝陸霜，令他經歷足足十年的流浪犬生涯，同時讓他苦練成神一般的閃躲功夫。後來與許定合作滅絶司馬家，在地下與燎原火決戰。即使陸霜利用自己閃躲功夫，用四根矛將燎原火四肢鎖死，但沒有痛覺的燎原火強行離開，再用常山劍法擊敗陸霜，並放陸霜一馬。
最後為了證明給司馬懿自己比起燎原火更優秀，急於完成燎原火或趙雲都無法完成的任務︰殺死許褚。與許褚決戰中雙雙陣亡。
王雙
王剛之子，拜燎原火為義父，武器為鎚子，和趙廣及黃皓為一同長大的兄弟。
燎原 廣(趙廣)
拜燎原火為義父，和燎原火一樣使用暗器苦無，但能感受痛楚。和王雙及黃皓為一同長大的兄弟。
黃皓
和小孟一樣原為宦官並屬同門，但在小孟離開後才進門，和小孟一樣擅弓術。擁有和小女孩一樣的外貌。自稱「老子」，被王雙稱為「小人」。和王雙及趙廣為一同長大的兄弟。
郭淮
字伯濟，郭昂之子，自稱軍師。

### 清風幫
馬幫主
王剛（副幫主）
清風幫副幫主，魏國虎威大將王雙之父，曾經因為懷疑燎原火的話，而與燎原火起過衝突。但在看見燎原火用口接下小孟的箭書時，才完全的相信燎原火的本事。個性忠厚剛烈，責任感極強。在火燒洛陽後，與小孟押送十輛裝滿珍寶的車子，代替司馬家送去給長安的呂布為求和的禮物。在押送過程中，遭到袁紹手下的黃巾殘黨紫王的襲擊，他在經過紫王手下的賭局折騰後（紫王與他手下一獨眼將領賭王剛挨獨眼將領幾箭後會死亡），王剛依然奮勇的抵抗，最後被紫王一槍釘在岩壁上而死。死前手還指著紫王軍撤退的方向，替燎原火指路。而他在死前將自己尚年幼的獨子王雙托給了燎原火照顧。

## 漢朝廷
劉協
字伯和，獻帝，漢朝最後一位皇帝。與史實相比，更著重於描寫其與奸臣的權力鬥爭之中。少時曾受董卓的改革論所啟發，顯露出比其兄少帝更為果敢的風采。後為呂布所挑撥，轉而支持誅殺董卓的計劃。在呂布敗於賈詡後，輾轉苟活一眾權臣底下。在荀彧的計策下與徐晃的激勵下領悟到漢室天子風光背後的真實，更反以天子的權威逼使曹操在兵卒面前向他跪拜。與曹操為互相利用的關係。
劉辯
少帝，後為董卓所廢。在僅有的描寫中為一名只顧享樂的皇子。表面死於李儒之手，實死於呂布之毒計。
袁泰
十萬禁軍教頭，在軍中有極大的權威，為關東聯軍在洛陽城的內應。實力可與華雄相鬥而略佔上風，惜被呂布一招所殺。
王允
字子師，司徒，在漢朝文臣中有極大的影響力。於長安獻義女貂蟬（為小孟所扮）與董卓而換取辭呈活命的機會。在呂布的連環計之中與呂布合作，成功消滅董卓並控制朝廷。後於賈詡入城之日在長安城門吊死。
士孫瑞
字君榮。
蔡邕
字伯喈。
董承
劉曄
字子揚。

## 董卓軍
董卓死後，其部下分裂為數派，此部份僅列出唯跟隨董卓者。
董卓
漢末的西涼太守。字仲穎，臨川隴遙人。因宦官亂政，殺害大將軍何進，遂藉報何進之仇的名義，率領大軍進入洛陽。廢少帝劉辯，改擁劉協為帝，受封相國，挾天子以令諸侯，成為漢朝實質上的掌權者。是個野心家及理想家，也是個人人得而誅之的亂世梟雄。果敢睿智，敢於用人及駕馭他人，任賢治國以及行惡治國並行。夢想建立一個西涼人的王朝，曾經在漢獻帝面前指責百官如蛀蟲般使漢朝積弱不振，令獻帝恍然大悟。帶有無與倫比的霸者魅力，因此在生前吸引了各方的能人異士歸順。在洛陽肆行暴政，擅自殺害朝廷官員外戚，整肅朝廷，因此造成關東諸侯組成聯合軍共同討伐。不得已遷離洛陽，臨走前設計了名為「城下一聚」的連環計策，讓關東軍自相殘殺，元氣大傷，隨後聯軍因同床異夢而宣告瓦解。到長安後不久，原本與李儒設計除掉素懷異心的呂布。但被胸懷野心的呂布聯同王允、殘兵等，設計外計殺害。在死前曾經有「我不信天，天卻不容我！命中註定！養虎為患！好個畜牲！」一言。死後，舊部分為數派，天下正式進入群雄割據時代。
許臨
董卓帳下四大軍師之一（其餘三人分別為呂布、李儒及賈詡），人言「智冠天下，無人可比，智者之最許臨，軍師之首八奇」，因此擁有「智冠天下」的稱號。為人以謹慎著稱。在文學及音律上皆有很高的造詣，曾替董卓出過以關東聯軍的家屬為人質，要脅關東的商家給董卓巨金，並拿人質當擋箭牌，迫使關東軍無法攻城。在董卓進入洛陽後成為都督，握有兵權，也因此受到群雄的覬覦。對呂布有提攜之恩，兩人互以義兄弟稱道。不久，由於司馬懿深忌董卓掌權後會為家族利益帶來衝突，屆時許臨將會是最大幫凶，許臨遂在一次巡行回京的途中被殘兵所殺。著作有《望鄉行》、《非人論》等。
趙賢
許臨護衛﹐在不知情之下收殘兵首領燎原火為義子，引狼入室。在殘兵行刺的行動中捨身護主，被張雷一刀兩斷。
華雄
董卓麾下的猛將，赤兔部隊的部隊長，負責董卓軍的機動勤務。是從董卓在西涼起家時就跟著他的老將。勇武過人，個性好戰，對主子忠心耿耿，對甫加入不久便超陞拔遷的呂布深懷不滿。手下有宋憲、侯城、魏續三將。以超越呂布為目標，曾在虎牢關連斬關東軍包含俞涉、潘鳳在內的十三名大將，然而隨即便被甫上陣的關羽一刀斬斷右臂，在撤退途中，被奉呂布之命的張遼暗殺。直到臨死才看清呂布的陰謀。
董璜
董卓的姪子，雖以董卓名義上的繼承人自居，但被董卓視為庸才，是董卓和李儒為了引出呂布野心的一個誘餌。色慾薰心，曾想佔有化身為貂蟬的小孟，但被呂布阻止。暗中與呂布互別苗頭，最後仍死在呂布的計謀之下。
李儒
字文優，董卓的女婿，是董卓屬意的繼承人選。智謀不在許臨之下。但深信「天意」，欲以西涼流傳的「七星續命燈」延長董卓的壽命。看出呂布的野心，曾數度設計呂布，聯合李傕、郭汜、樊稠、張濟四將欲除呂布，但卻被呂布識破。四將被流放至西涼，呂布原以為可以輕鬆除掉李儒。但他又與董卓串通好殺害呂布，反而陷入其計中計，最後死於張遼之手。死前曾有「我李儒，在這個時代，只是一個微不足道的小角色罷了。」一言。
董越
董卓族人，西涼太守。董卓進京時奉命留守根據地西涼，手中握有十五萬西涼大軍，對董卓極為忠心。董卓死後，為向呂布報仇，聽從賈詡建議實行黑暗兵法「荊軻刺秦，公子獻頭」，而犧牲自己的性命，而引得呂布進駐西涼，終於成功擊敗呂布。

### 牛輔/李傕軍
牛輔
董卓的女婿，在董卓和李儒死後，聯合董卓殘部攻擊呂布。十分信任賈詡。為報岳父之仇，不惜犧牲自我以完成賈詡的計謀。使呂布大意之下全軍盡出，被賈詡伏擊。死後董卓殘部互相猜忌，四分五裂。為「荊軻刺秦，公子獻頭」的第一名犧牲者。
李傕
字稚然。曾參與暗殺呂布的計劃，但被呂布反過來利用並奪去兵權，轉而投靠牛輔並受到保護。董卓死後集結殘黨，在賈詡計策下擊敗呂布重奪長安。後來和郭汜反目，讓獻帝被楊奉帶走。原打算奪回皇帝後和郭汜決一死戰，但被曹操所擊敗，後被部下殺死。
郭汜
情況和李傕基本一樣。
樊稠
起初情況和李傕基本一樣，馬騰被賈詡勸退後中了反間計，因和馬騰關係良好而被李傕、郭汜猜疑，在宴會其間被李傕所殺。
張濟
起初情況和李傕基本一樣，奪回長安後在李傕、郭汜的權鬥中保持中立，兩人敗給曹操後將部下送走，並為了不連畢侄子張繡獨自迎戰，被夏侯惇所殺。
王方
李傕軍大將，臉上有一長條狀刀疤。在長平關突破馬騰軍左線防禦，便與李蒙合兵，意圖取下馬騰性命。卻在馬騰面前與李蒙被馬騰之子馬超一槍刺死。
李蒙
李傕軍名將，非常信服王方。跟著王方合兵殺入馬騰軍時，與王方一齊被馬超一槍刺殺。
胡赤兒
呂布安插在牛輔軍中的刺客，是牛輔的親信。呂布答應他事成之後，封他為中郎將，胡赤兒遂暗地裡背叛牛輔。刺殺牛輔後，帶著牛輔的首級投奔呂布。最後呂布趁牛輔軍統帥死亡之際，強攻牛輔軍寨時，隨同呂布一起出征，並死於賈詡伏兵的箭雨之中。
楊奉
在李傕及郭汜內鬥時，受部下徐晃煽動奪走獻帝希望挾天子，但實際上卻被荀彧和徐晃所算計而讓曹操奪走皇帝，逃跑時被滿寵射殺。
段煨
字忠明。
伍習

## 呂布軍
呂布
字奉先，五原郡九原人。有「武者之呂布」、「馬中赤兔，人中呂布」等稱譽，弓馬嫻熟，武力超群，使方天畫戟。當不需分神在用計奪權等事務上時，其武術發揮是當代之冠，號為「戰神」。平素以「有勇無謀」之稱瞞騙世人，實質智勇雙全。有無比野心，亦因而非常重視自己的性命，把名聲、道義視如草芥，如遇險境寧願委曲求全。先以連環計「城下一聚」使董卓軍成功退兵，洛陽城下挫殘兵，敗文醜，隨後藏在車底突襲燎原火，卻因中毒而失敗。虎牢關下成功除掉華雄，卻因關羽和張飛的計謀而使劉備名震天下。之後威脅殘兵與其合作刺殺董卓，並以下棋理論獲得朝廷的支持。可惜被賈詡的計謀「荊軻刺秦，公子獻頭」所敗，被逼以假死逃亡。離開國都後流浪天下，並在劉備手上搶奪了徐州。最後在白門樓與曹劉聯軍抗戰，兵敗被擒，遭梟首。呂布多次展現了其「人中呂布」的可怕實力，其中於濮陽一役中，因已得陳宮而不必再分心於計謀，武力之霸道能一招敗許禇、典韋，並擊倒于禁、韓浩、曹洪；於奪徐州一役中，呂布與憤怒的張飛大戰，以過人馬術擊倒張飛，並與趕來營救的關羽戰個不分高下；而呂布在下邳最後一戰，因失去女兒而處於「不痛」狀態，一人面對並擊倒許禇、夏侯兄弟、徐晃、韓浩等人，此役被認為是火鳳武力的巔峰。
陳宮
字公台，當代著名智者，是呂布的智囊，與呂布部將高順頗不和睦。其聰慧多變、經驗豐富的兵計，連身為水鏡八奇的郭嘉、賈詡、荀彧等人亦甚嘆服，曾假意接收高順的陷陣營，與曹性的馬弓兵融合，與夏侯惇一戰大敗夏侯惇，曹呂對峙期間多番令曹軍陷入險境，可惜最後敗在司馬懿及郭嘉等人的聯計之下，被俘後堅拒投降，最後曹操忍痛下令將陳宮斬首，死前得到曹軍陣營全體的尊重。
高順
呂布軍最勇猛的戰將，極具忠義之心，至死仍奮戰到底，是個堅貞不屈的勇士。旗下騎兵團有「陷陣營」之稱。善衝擊戰，默契昭著，陣不佈而不亂，相信為西涼人混合異族馬戰術的優點，兵無常勢，亦令人不知其所攻，故不知其所守，令與戰者包括曹操在內極為頭痛。在部下全死、雙腿殘廢下仍用槍綁自己在馬上，於營救呂布時死於曹軍虎豹騎頭目曹純的手下。
張遼
參照#曹操軍
宋憲
曾隸屬於華雄的西涼將領，與侯成、魏續等並為華雄部隊中的代表。董卓與華雄死後，委身呂布麾下，與曹軍司馬懿約定叛呂，卻遭已為呂布妹夫的魏續所出賣被擒。後來魏續又叛呂布，宋憲及侯成得以重獲自由，並合謀俘虜呂布降曹（原打算是在曹軍進城前將呂布殺死為主子報仇，但被高順阻止，其後呂布被曹軍所俘）。後隨郭嘉出戰官渡之戰，與顏良交戰，身首異處。
侯成
事與宋憲相似，但在俘虜呂布後再沒有登場，官渡之戰亦不見其蹤影，有可能並沒有和宋憲、魏續一樣戰死。
魏續
與宋憲、侯成出身相似，但在呂布麾下時成為了呂布的妹夫，因而與陳宮合謀破壞宋憲、侯成的反叛計劃。後來魏續被司馬懿捉住，重新降曹，並連結獄中的宋憲、侯成，共同俘虜呂布。而後隨郭嘉參與官渡之戰，死於顏良手下。
李肅
原屬董卓部下，後來投靠呂布的將領。曾參與刺殺董卓一事，並與張遼合作阻止宮外的董卓援兵。後來與牛輔交戰時，敗於賈詡計策，三營全軍覆滅。被呂布依軍令狀斬首示眾。
張邈
字孟卓，漢末諸侯之一，本為曹操摯友，後來幫助呂布偷襲曹操。
臧霸
字宣高，呂布部下將領，一直參與領軍，曾於濮陽一役與夏侯淵交戰，不分高下。最後於白門樓被曹純打敗俘虜,後與張遼投降了曹操。與正史不同的是，作品中臧霸並非泰山賊眾出身。
秦宜祿
呂布部下將領，多負責處理機密事宜。呂布軍偷襲小沛時，秦宜祿領弓箭兵於劉備退卻時施以突襲，幾乎奪去劉備性命。曾救助於江東墮崖的小孟。在白門樓一戰，死於張飛蛇矛之下，被取走首級
曹性
呂布部下將領，箭術超群，是小孟的箭術啟蒙老師，深受小孟所尊重。與曹軍交戰時被撥入高順的陷陣營部隊中，專責對付夏侯惇軍團，幾乎殺掉夏侯惇。後來因估計錯誤而反被夏侯惇所殺。死後小孟悲憤不已，繼承他率領呂布軍的弓箭隊。
孫觀
字仲臺，泰山四將之一，使兩柄大桿刀。與吳敦、昌豨及尹禮可以一起使出熟練的合作攻擊。曾合力打敗徐晃、許褚，最後與同伴被憤怒的許褚擊倒。
吳敦
事與孫觀相似。
昌豨
事與孫觀相似。
尹禮
事與孫觀相似。
小東西
呂布女兒，恨自己非男兒身而無法與父親共同上戰場；呂布為與袁術結盟而欲以女兒和袁術兒子聯婚，但父女單騎闖關時被曹軍攔下，最終小東西被許褚用斧殺死。

## 關東聯合軍
公孫瓚
字伯珪。袁紹爭奪北方霸主，被袁方圍在易京斷水斷糧，殺盡妻兒後自殺，和正史記載下場一樣。
公孫越
孔伷
字公緒。
劉岱
字公山。
橋瑁
字元偉。
袁遺
字伯業。
王匡
字公節。
韓馥
字文節。
潘鳳
曾發現袁方的激將法，但未明袁方削兵之計的真正意圖，善使大刀，認為與華雄一戰是表現自己的最佳舞台，但死於華雄刀下。

## 袁紹軍
袁紹
字本初，為「四世三公」的名門袁家之首領，關東軍盟主。在關東聯盟解散後，靠著旗下謀士猛將，逐步統一河北一地，在兵力物質方面，已成為天下間最具實力的諸侯。袁紹認為漢室將亡，當礙於袁家忠臣之美名，不願篡漢自立，更認為袁家家族過大，總有一天會邁向分化滅亡。他把希望寄託在私生子袁方身上，不擇手段的逼迫袁方朝著霸主之路邁進。袁方死後仍深信他只是在佈下一步，直到從楊修書信中得知袁方已死而崩潰，不久後憂死。
袁方
參照#水鏡八奇
袁譚
字顯思，袁紹長子，於官渡之戰初期帶領大軍南下，先後擊破田楷、孔融。然而在攻曹最後一刻，軍隊在亂葬崗遇上兩位掘屍人－燎原火和張遼。袁軍被打得落花流水，袁譚更幾乎死在二人手下，幸得張郃出現營救。不過該戰之後，袁譚失勢，不再被袁紹信任。
袁熙
字顯亦，袁紹次子。
甄宓
袁熙之妻。鄴城被攻擊後，獲司馬懿安排改嫁曹丕，從此和司馬懿妻子張春華連成一派，向她學習在老去時要用孩子作為護身符保住地位，在張春華被逼害其間將其收留於己府之中。
袁尚
字顯甫，袁紹三子。
顏良
袁紹最信任的兩位大將之一，勇猛過人。官渡之戰開戰後，率軍與在白馬等候多時的郭嘉軍交戰，先後斬了宋憲、魏續，而後與關羽單挑，不敵被腰斬於馬下。
文醜
袁紹最信任的兩位大將之一。以「有勇無謀」、「河北野人」為幌子，實質智勇雙全，精於計算，為粗中有細之人，也是袁紹的軍師，深受袁紹、袁方父子信賴，後來與曹軍交戰於官渡，曾以護劉備之名行關押回本營之實，引軍追擊郭嘉，其手下兵士受曹方遺留的財寶物資所吸引，全軍大亂。此時新降曹軍的張遼突襲文醜，交戰多合，文醜膽怯而退走，被張遼追上擲出的三尖刀貫體而亡。
張郃
參照#曹操軍
高覽
參照#曹操軍
逢紀
字元圖。
郭圖
字公則。
審配
字正南。
許攸
字子遠。
許元
許攸之姪。
田德
袁紹軍中主和派的軍師田豐族子，司馬懿於讀書時代的學友。成績良好，曾替無心於讀書考試的司馬懿作弊，在關東聯軍為經文所困時為替田家爭一口氣，找司馬懿進帳中解謎，但被田豐的死對頭逢紀所逮，後靠著司馬懿的過人頭腦脫困。
紫王
紫龍
紫王之弟。因顏良曾指正冒充紫王的燎原火為紫龍，令劉備等人誤以為「子龍」也是燎原火的名字。
蔣義渠
蔣奇
淳于瓊
字仲簡。
楊清（楊修）
字德祖，曾混入袁營中取得袁方信任，趁袁方不備加以殺害，與郭嘉有共識，扶持司馬懿上位，也記得郭嘉的臨終遺策。
段翦

## 曹操軍
曹操
字孟德，漢末諸侯之一，曹魏的奠基者，一代霸主。出身自宦官之家，祖父曹騰是漢朝著名宦官。本姓夏侯氏，小字阿瞞。自幼已有非常野心，並有取天下之志。曾結連天下諸侯共抗董卓，可惜諸侯各懷鬼胎，未能同心協作，以致功敗垂成。然而曹操卻於此役中得二奇荀彧之助，成為眾諸侯中最得民心的一人。收服黃巾殘部後，組成青州兵，逐漸建立起自己的勢力，手下文臣武將輩出，加上又相繼得到三奇賈詡、四奇郭嘉之力，氣勢一時無兩。加上河內司馬家當家司馬懿的加入，令曹軍帳內堪稱為智謀集中營。更乘此時招降張繡，擊敗強敵呂布、陳宮。其後與擁有強大實力的袁紹作戰，以決定華北的控制權。在壽春被孫策軍偷襲，情況頗險，最後被關羽、張遼所救。在官渡之戰中，由於手下軍師各遭牽制，曹操親自以其改良的孫子兵法作戰，發揮真正的指揮作戰實力，令袁方討不到便宜。
荀彧、賈詡、郭嘉
參照#水鏡八奇
司馬懿、司馬朗
參照#河內司馬家
曹昂
字子脩，曹操長子，資質聰穎，行事幹練，甚有乃父之風，在軍中被稱為「小司空」。可惜於宛城一戰中，為了救助被伏擊的曹操，而被張繡軍隊狙擊頭部而死。
曹丕
字子桓，曹操次子。受司馬懿扶持和曹植爭奪繼承人地位，對司馬懿非常信任。
曹彰
字子文，曹操三子。和正史一樣愛好武學，因而沒有參與繼承人之爭。在馬超入侵潼關時利用自身引誘敵人幫助曹操逃脫，並斬下涼州軍閥之一的李堪。
曹植
字子建，曹操四子。受楊修扶持和曹丕爭奪繼承人地位，在楊修想扶植曹沖時說過不希望把他捲入權鬥之中，對弟弟們似乎很友善。
曹叡
字元仲，曹丕長子。因和司馬家交好而在兒時和司馬師相識，並稱待他登上皇帝後就立司馬師為大將軍。
曹仁
字子孝，曹家宗室大將。弓馬嫻熟，多為曹操穩定後方，致力培訓士兵，強化軍隊，是曹家軍隊的重要領導者之一。領兵攻打徐州時，劉備對他的印象是「曹家頭號猛將」，更評價他「十分厲害」。
曹洪
字子廉，曹家宗室大將。勇猛善戰，多於前部領軍，常與于禁、韓浩一起行動。
夏侯惇
字元讓，曹軍大將，是漢初名將夏侯嬰的後人。以清廉見稱，是曹操最信任的人。稱呼曹操時直呼「阿瞞」。勇力過人，左眼是天生的千里眼，而且臂力驚人，能在遠距離飛擲長槍以命中目標，有「奪命手」的異稱。可是在與呂布軍隊對壘的戰事中，被敵將曹性及小孟聯手奪去左目，更差點失去性命；然而他卻以無比勇武，先吃了自己的左眼，再將敵將曹性殺掉。戰後因失去一目，而被稱為「盲夏侯」。曾被曹操稱為「一生人最敬重的好兄弟」。官渡之戰的最後從地道反攻袁軍大營。
夏侯淵
字妙才，夏侯惇之弟，擅長兵法，作戰勇敢。曾發現關羽的削兵之策於郯城後山與關羽交戰，不分勝負。於官渡一役中擔任前線督軍。
曹純
字子和，曹家宗室大將，負責率領可媲美高順「陷陣營」的最精銳部隊「虎豹騎」，其隊伍一律穿著黑色重裝戰甲。於水淹下邳一役中最先闖進敵城，一招擊敗呂布部將臧霸，並刺殺帶有重傷的呂布大將高順。後來領「虎豹騎」攻打徐州，亦令張飛頭痛不已，後領「虎豹騎」攻打由甘寧鎮守的夷陵，卻遇上以陳到所領的「白毦軍」，並與陳到交戰因連弩之法而死。
曹真
字子丹，曹操的族子,「虎豹騎」副统领，作風與曹純的「永不言退」不同，在適當時候願意撤退保留實力。漫畫指「或許，沒有人知道曹真的厲害，只知道日後的他，制衡了天下間兩個最聰明的人物(諸葛亮和司馬懿)。」
曹休
字文烈，曹操的族子。荊州攻略時和曹真一起為曹洪、夏侯淵斷後。
張遼
字文遠，雁門馬邑人，外傳小說中本名聶不二。從丁原在世時已跟從呂布，曾是呂布眾多替身「偽呂布」的其中之一，在虎牢關之役後，遂成為呂布最信任的年輕左右手，是呂布謀反董卓的重要助力。擁有超卓的武藝及智慧，曾任刺客，擅長偷襲，同時自稱能在窄巷地形一夫當關，將所有意圖闖關的敵人擋在其劍圍之外。精通兵法，擅長守勢，能於壁崖之間的狹地佈置劍陣。常用武器為三尖兩刃刀，亦多用劍及飛刀。當呂布與劉備周旋時，張遼與關羽、張飛、燎原火均有不少交集；呂布謀取徐州時，張遼與燎原火曾作激烈巷戰，利用地形優勢一度佔上風，可惜最後不敵燎原火的飛鏢。呂布死後，曹操深惜其才，千方百計要收服張遼，最後張遼在劉備的心理壓迫下屈服，決定委身曹營。降曹後於亂葬崗希望能掘出軍中戰友們的遺體，卻遇上袁譚大軍，張遼與另一邊廂的燎原火各憑一己之力殺退袁譚軍隊，還幾乎殺掉袁譚，被袁軍士兵誤會為呂布，更稱其為「戰神」。投身曹營後第一件事就替曹操剿滅以董承為首的許都內應。攻打劉備佔領的小邳時，曾在郭嘉授意下，說服關羽投降。孫策在壽春偷襲曹操時，曾力壓張遼；但張遼的戰意卻因而被激發，指揮士兵排列「劍陣」，以出色的防守抵抗孫策軍隊，成功救走曹操。孫策曾說：「得不到此人（張遼），是一生最大的遺憾。」此戰後張遼改以呂布所曾佩帶的首環示人，並揚言「下次再臨合肥，你將會看見一個不一樣的張遼！」。官渡之戰時，張遼別引一軍負責擋著袁紹軍的支援部隊，並與軍師郭嘉及徐晃、樂進等將領配合，突襲入阱的袁軍大將文醜。張遼以過人武藝力拚文醜，並擲出手上三尖刀狙擊後撤中的文醜，成功將其擊殺。此役後張遼以關羽在曹營遺下的偃月刀為武器，在官渡之戰中以曹軍首將的身分活躍於戰場上。長坂一戰中，張遼與闖出八陣圖的趙雲大戰，在手執青龍刀的情況下壓制了體力透支趙雲及其青釭劍，之後被突然出現的張飛以迅雷不及掩耳之勢打下橋。
李典
字曼成，曹軍大將。為人性情火爆衝動，然而勇於完成任務，是相當可靠的軍人。在曹軍的多次戰役中擔任糧隊管理及輜重運送工作。
樂進
字文謙，曹軍大將，素以行軍神速著稱。多於前線領兵，行軍老練，熟悉軍隊兵陣，能妥善地執行任務。郯城之戰中曾以假運糧草之計，引出神出鬼沒的呂布奇兵張遼，並幾乎奪其性命。其後一直參與各場重要戰事，是軍師郭嘉經常任用的將領。赤壁之戰唯一沒被火攻波及的部隊，在保曹操和保曹家之間，選擇保曹家。
于禁
字文則，曹軍大將，擁有高質素的統率能力，治軍嚴謹，冷靜機警，是曹操軍隊初期的重要將領之一。常自稱「喜歡吃前菜」，曾曹操中六奇的連環計中守好前營。官渡之戰荀彧傷退，將領軍重負交託予于禁。
許褚
字仲康，曹操身邊護衛，體型魁梧，勇力絕倫，可是拙於言詞。被郭嘉、燎原火評為當年若非呂布用計調離，殘兵刺殺許臨談何容易，天下局勢亦不會演變至此。在徐州之戰中，許褚、曹操等人突如其來的援護，在眾人包圍之下，打亂了燎原火暗殺郭嘉的計畫，更因許褚的關係，讓曹操得知殘兵隸屬河內司馬家，因此擊敗心志不專的燎原火。其後因負傷而遭受張飛、呂布等人擊敗。其父乃被稱為「軍師之首」的許臨，父親死後，投靠曹操，視河內司馬家為仇敵。於外傳小說《殘兵》中被陸霜所殺，其時已為司馬氏在曹魏得勢之時。赤壁之戰曾與其兄許定雙打迎戰燎原火，居於劣勢並被後來趕來的張飛逼退。
典韋
綽號「惡來」，兗州陳留郡己吾縣人。武藝超群，慣使雙鐵戟，酣戰時常常捨生忘我，投入戰鬥而無視傷痛，故此敵我雙方常稱其為「瘋子」，至死貫徹「活著就是忠誠」的信條，有著趴在地上聽聲辨位的能力。
外傳小說《敗將》指其不是天生無痛，而是以非凡的精神力抑制痛覺，常常自言自語也是為了分散注意力，使自己不那麼疼痛。
除了是刺客出身，典韋更是有著出眾偵查能力的戰場探子。在郯縣之戰中，一邊偵查一邊與燎原火交鋒，最後更在殘兵之首眼皮底下，刺殺徐州刺史陶謙，百萬軍中取敵首級如探囊取物。也因此得罪燎原火，成為燎原火誓殺的對象。
外傳小說《敗將》中，認為燎原火是「十年前的自己」，而燎原火也覺得典韋很討厭「看見十年後的自己」「讓自己敗的那樣難看的行家」。
本是敗將首領劉大手下，是敗將在濮陽救援曹操的最後籌碼，在濮陽之戰時與呂布交手數合，被呂布譽為「曹軍最強之人」，後在身受重傷之下卻愈戰愈勇，並殺死呂布軍中十餘名將領，最後乘其不備重創呂布。
其後在宛城之戰中遭遇燎原火，血戰險勝，用長槍將燎原火釘於地上後離開，後急著救援曹操而力敵張繡大軍，後被掙脫的燎原火從後方偷襲腰斬而死，死後頭顱被張繡割下示眾掛於城門，後被曹操帶隊偷襲張繡營地奪回。
程昱
字仲德，曹軍謀士，智力過人，身型雄偉高大，做事果敢勇決，擅長處理內政及遏止謠言，多為曹操穩定後方。
徐晃
字公明，曹軍大將，勇猛善戰，武器為大斧。本隸屬於楊奉，而實際上卻是荀彧安排於漢獻帝身邊的心腹將領。曾與許褚大戰，不分勝負。呂布夜走下邳之戰，徐晃與一眾曹軍將領包圍呂布，久攻不下，期間呂布更稱徐晃為「最麻煩的一個」。
韓浩
字元嗣，曹軍護軍，智勇兼備，夏侯惇的部將，是曹軍前線的出色將領。
滿寵
字伯寧，曹軍大臣。由荀彧引薦為曹軍效力，曾射殺楊奉。後來被荀彧推薦到軍師團中，曾被司馬懿及賈逵暗地嘉許他「深謀遠慮」、「深得荀彧真傳」。
賈逵
字梁道，是司馬懿隨從老賈之子，常被稱為「臭蟲」。性格聰明而冷漠，被司馬懿安排加入曹營，成為曹軍軍師，與司馬懿互相呼應。劉備攻打袁術時，賈逵潛入壽春城，火燒偽宮，令袁術部將雷薄進退兩難，投降曹軍。在官渡之戰前夕，助司馬懿暗地破壞袁方與許攸的詐降計。
許定
許臨之子，許褚之兄。為人殘忍好殺，為報父仇，借接收「殘兵」組織之名，帶從人到河內司馬家大開殺戒，殺死郭昂，滅司馬家一門。及後被郭嘉設計，原被指示攻擊司馬家，卻反過來被救走。而在赤壁之戰中得到司馬懿情報伏擊燎原火，緩解了兩家的仇恨。
華佗
字元化，當代名醫，習醫於于吉，飄旅於諸侯間，曾為郭嘉、呂布、小孟等人治病。與水鏡先生關係非淺。官渡之戰後被被諸葛亮、司馬懿等人設計騙離曹方，使郭嘉、陳登不治身亡，並替南方人解決疫病問題。
田盛
有「攻城王」之稱，是夏侯惇的部將，在攻打徐州時被燎原火所殺。
黃達
史官。在袁術攻打徐州的呂布時，曾受荀彧之託傳話給陳宮：「荀大人着我帶來一個口訊，朝中有一個不會浪費陳兄的職位」。在編寫完呂布殺董卓一事之後，某夜遭欲綁架荀彧的張遼殺害。
張郃
字儁乂，袁紹旗下猛將，袁方得力的將領。善於為軍隊殿後。於官渡之戰初期奮力抵擋無心戀戰的燎原火和張遼，救出大公子袁譚。官渡之戰被司馬懿陷害，和高覽一同降曹。和張遼有共識，平定河北、赤壁之役皆見其合作。
高覽
袁紹旗下猛將，深受袁方信賴，常與張郃共同行動。
蔡瑁
字德珪。主張歸降曹操，曾暗算劉備，但被反過來利用而失去軍權。在投降曹操後擔任水師都督，在赤壁開戰前被趙雲暗殺，但實際為賈詡「公子獻頭」之計，目的是引孫劉聯軍進攻。
張允
蔡瑁之友，情況和蔡瑁相近，但沒有記載他被趙雲暗殺，蔡瑁死後也沒有再在故事中登場。
文聘
字仲業。曹操軍真正的水師都督，一直在荆州督導水師，直至孫劉聯軍進攻，率領水師迎戰。在赤壁之戰中較早認知到孫軍從水下登陸曹軍後方，但為時已晚。
鄧艾
字士載，張遼之手下，隨張遼偽裝成荊州難民突襲駐守海昏的太史慈。於冀城之戰時後隨賈詡前往西涼，並邂逅姜維。
李通
字文達，小字萬億。於赤壁後周瑜燒山一役護衛曹操撤退戰死。
馬鈞
字德衡，有口吃的問題。被指是天才，製造出傳說中的指南車，並成功破解諸葛連弩，以此擊殺一名孫軍將領。但也表示諸葛連弩製作麻煩，暗示曹軍不能如劉軍一樣大量投入使用連弩。
吳質

### 濮陽田家
- 田氏（當家）

山無陵之舅父，於濮陽一役中曾假意奉呂布之命引曹操入城，實際上田氏奉命救出被困的曹操。

### 兗州山家
- 山無陵（張春華）

山家支柱，司馬懿的婚約對象，其義父為張汪。貌美且聰穎過人，曾使計企圖吞併河東司馬家，但卻為無名軍師於皖城周邊活捉，因司馬懿使計脫困，反被司馬懿收服。而後司馬家滅門，司馬懿於山府內躲避曹軍追殺時，被許定所臥底之女僕撞見，山無陵為免消息曝光便用計裝瘋將她一刀刺死（與史實司馬懿之妻張春華類似），而後一心輔佐司馬懿。除投資孫家外，也有在南方培養名為山越的代理人，被孫權、甄宓稱為「姐姐」。
- 山池
- 山城
- 張汪

山無陵之義父。

#### 敗將
殘存亦陌路，兵敗如山倒，敗者無一死，將來富如山。這是田氏對敗將的評價
劉大（獨眼刺客、老大）
於外傳中潛伏於黃巾軍中殺死彭脫，得到少年司馬懿賞識，被司馬家招攬，是殘兵初期首領。
阴阳头（老二）
死於凌操代死之役，被亂槍刺死，死前曾喊：我的一生還來不及總結。

## 孫堅、孫策、孫權軍
孫堅
字文台，江東之虎，被群雄喻為「大漢最後一位忠臣」的他在首都洛陽毀於董卓的焚城大火之時搶先入城救火，於火滅後發現傳國玉璽和袁術的陰謀。因感於天下諸侯各懷野心，決定私藏玉璽以保國。豈料此舉卻讓孫堅遭各諸侯盯上，使孫家結仇無數。後為恢復漢室發兵攻打劉表，於峴山被甘寧射殺。
孫策
字伯符，孫堅長子，人稱小霸王，勇武過人，曾以孫輔（孫策族弟）之名登場，實為掩飾身分的手段。脫離袁術直下江東，勢如破竹。甘寧說其「武力可比呂布」；周瑜更譽孫策為「有孫子智慧的呂布」；曹操表示「如果呂布稱戰神，我已想不出甚麼名銜來稱呼孫策。」其能力和智慧可見一斑。連破沙羨和江夏的他已為一方霸主。但其行事大膽急進的作風引起義弟周瑜不安。在壽春策劃偷襲曹操，以巧妙手法連挫張遼、徐晃等人，追殺曹操至關羽面前，為關羽及赤兔馬氣勢所挫，追殺曹操不果，退兵收場。後來於一次狩獵中，被八怪左慈遣部下進行暗殺，頭顱遭毒箭貫穿。毒箭令本已傷重的孫策失明，在昏迷下夢見其父孫堅責備其所叛漢行為而痛哭流涕，最後在彌留之際，周瑜看見孫堅將孫策的靈魂接走。
周瑜
參照#水鏡八奇
孫權
字仲謀，孫堅次子，山無陵（張春華）的義弟，曾跟隨司馬懿學習數月，其專長是讓資產增值。孫策和太史慈在沙羨一次勢危時，曾說「孫權可比咱們厲害得多」。在孫劉同盟、狹持劉備失敗後，認知孫家的「繁衍」，並非單純建立於犧牲之上。
孫淑（孫夫人）
孫堅之女，曾婚配給袁方，袁方毀婚後改婚配於燎原火，後因司馬家之變而解除婚約，返回江南。赤壁之戰前夕，魯肅代表東吳向劉營提親，要將孫淑許配給劉備。孫淑亦來到劉營，向燎原火表達愛意，但燎原火已開始視她為準主母，因而婉拒。
黃蓋
字公覆，孫堅舊臣，武藝過人，被華雄視為宿敵之一。一路伴隨孫堅父子南征北討。赤壁之戰中詐降曹操。
程普
字德謀，孫堅舊臣。於孫策攻打沙羨和江夏時，領兵防圍太平軍叛變，是孫氏旗下宿將的代表。並和周瑜慎密搭配，為東吳勢力的「雙都督」之一。
朱治
字君理，孫堅舊臣。
韓當
字義公，孫堅舊臣。
凌宗
孫堅部下,外傳小說人物，凌操之父，凌統之祖父， 於討伐董卓之戰為孫堅而戰死。
凌操
孫堅部下凌宗之子,武藝高強，忠義之士，擔任孫策的「影武者」在袁術手下效力，讓孫策有充分餘暇發展崛起事業。在孫家脫離袁術時，中了計謀，玉璽被紀靈奪去，後被袁術軍引來的各方軍隊殺死。死後，孫策為提高自軍士氣，毀其墳墓，嫁禍於劉繇軍。
凌統
字公績，凌操之子，年紀輕輕已身手非凡，深明忠誠之道，儘管父親死於孫策之計下，仍決意效忠孫家。在赤壁前夕殺黃祖為孫家報下大仇。在殺父仇人甘寧與張遼單挑不濟時救下甘寧，引起張遼感慨撤兵。
太史慈
字子義，先隨孔融後隨劉繇，擅使長戟，是當代猛將，講究信義，侍母至孝。在劉繇軍時，因門戶之見而不被劉繇所重用，但因講求忠義而一路跟隨劉繇，其後在與孫策的作戰中了解何謂忠義，率領劉繇餘兵投靠孫策。後來成為孫策最信任的親將，跟隨孫策馳騁沙場，更於沙羨與劉表軍猛將黃忠展開激戰，是協助孫策取得江夏的功臣之一。壽春偷襲戰中，拖住曹軍猛將夏侯惇，讓孫策能順利追擊曹操，在赤壁之戰之前，堅守陣地時被張遼襲擊，死於張遼劍下，死前想起了孫策的知遇之恩。
蔣欽
字公亦。於赤壁之戰率領船隊主攻，並發動自水底突襲的計策。
周泰
字幼平，孫策旗下猛將，跟隨孫策南征北討，有著刺客的本色，習慣獨立行事，被孫策稱之為獨行俠。壽春偷襲戰中，抵住曹軍猛將許褚，讓孫策能順利追擊曹操。
張昭
字子布，水鏡先生的故友，擅長做生意，在周瑜大破劉繇大寨取得劉繇軍糧餉後，利用這些為資本，替孫家籌撥軍費。赤壁之戰前主張投降曹操，實則藉此引出江東的降曹派。
徐盛
字文嚮,原敗將老三,奉首領劉大之命與潘璋追隨孫權。
潘璋
字文珪,原敗將老四,奉首領劉大之命與徐盛追隨孫權。
呂蒙
字子明，本不通文墨，言辭粗鄙，然而卻懷有絕世奇才。壽春偷襲戰中孫策被關羽擋下後，向孫策表示「對天發誓，終有一天必將關羽的人頭奉上。」在孫策遭左慈暗算後勤讀詩書，練就後來的文武雙全。另有培養名為「白衣」的刺客組織。
陸遜
字伯言，江東陸家之首領，看準孫家會在江東建立基業，秉棄前嫌投靠孫家。先在徐州救出受袁方刺客圍困的司馬懿。再於江東戰火正盛的時候，夜襲生擒許貢。料事如神。
甘寧
字興霸。自稱箭手，曾殺孫堅、凌操，其射箭造詣可比小孟，武藝不凡，但因黃祖為保軍力而不獲重用。於沙羨與孫策對峙時大談忠義。於赤壁之戰前夕被龐統說服，向孫家投誠。之後與張遼單挑不相上下。
魯肅
字子敬。在徐庶受司馬懿以其母逼降曹操後受諸葛亮之托支援劉備，實則執行周瑜以孫淑婚配劉備，打算使劉備困在江東之計。
馬忠
在周瑜與燎原廣、郭淮交手時，用箭射傷郭淮。

## 劉備軍
劉備
字玄德，漢末時代，出身自涿郡的義勇軍勢力，自稱西漢中山靖王之後，以仁義著稱，吸引了關羽、張飛、燎原火、臥龍等人的支持。擁有非凡實力，可惜出身低微，故一直受人輕視。本來以正人君子自居，不肯接納由糜竺所安排的徐州管領權，後來在張飛的使計安排下，暫管徐州，再由張飛配合呂布的計策下，令劉備明白愚忠於漢室的後果，寄居曹操旗下時已變得陰沉多計，甚至以心計說服呂布舊部張遼以取得曹操信任。後藉故借曹兵攻打袁術，從而離開曹操。於徐州反曹，逃離小沛，投奔袁紹。官渡之戰後南下投靠劉表。赤壁之戰後在七奇協助下獲得四郡，實力大增，並順利自東吳名為成親、實為挾持的風波中順利逃脫。
關羽
字雲長，本字長生，劉備結義兄弟，出身解良，蓄有長髯，忠義過人，使偃月刀，是當世的萬人敵，自稱「以騎術稱霸天下」。在諸侯聯盟討董之時，以一招擊敗董卓軍猛將華雄而名震天下。後來隨劉備討伐袁術，先大戰袁軍首將紀靈，休戰後再殺敗袁軍有「單挑王」之稱的荀正。在小沛時，又曾和呂布戰個不分勝負。相當欣賞呂布軍的大將張遼，曾向其說教，談及所謂「大義」。在徐州之戰中成就「武聖」之名，但因赤兔的忠誠而放走呂布。於徐州反曹，後為保劉備家眷，逼於降曹。降曹後，曹操於壽春被孫策追殺，趕至關羽軍隊面前時，關羽以騎在赤兔上的驚人氣勢，震懾孫策，令曹操得免於難。降曹後參與官渡之戰，因劉備的一念之仁而迅即撲至袁軍先鋒顏良面前。顏良措手不及，被逼與關羽接戰，最後不敵，被關羽腰斬。后挂印封金，重归刘备阵营。值得一提的是，關羽除了在徐州與呂布一戰比較認真外，與其他武將的較量都游刃有餘，甚至多次放水。到目前為止，關羽從未正面被任何武將擊敗過，是火鳳唯一一名有此戰績的武將。
張飛
字翼德，劉備結義兄弟，出身涿郡，為人粗中帶細，智勇雙全，是劉備軍中早期的軍師。使蛇矛，萬人敵，號稱「取敵將首級猶如探囊取物」。他的另一身份是著名的桃園畫家代表，其畫名之隆，連水鏡先生亦甚傾羨。平常以戰將身份示人時，會在臉上塗上妝粉，故亦被稱為「花面人」；如以浪人畫師身份刺探戰場地形，則只會在臉上裹上白布。在虎牢關之戰曾與呂布打得不分勝負，但為了成全大哥之威名而隱藏實力。在小沛中為大哥斷後而使出全力，卻被呂布以騎術撃敗。在徐州之戰和呂布作最後一次較量，呂布稱呼他為「手下敗將」。攻打袁術時，張飛輕易將袁術旗下最強將領紀靈刺於馬下。後來與劉備合謀於徐州反曹，與趙雲共同面對由曹軍郭嘉帶領的虎豹騎，陷入苦戰，最後得脫。在赤壁之戰前夕，周遊各地為劉備探研天下大局，並以畫家身份畫下大量戰略地圖交予七奇諸葛亮。長坂一戰中，趙雲衝出八陣圖後體力透支，卻遇上曹營大將張遼並與之交戰數十回合。在趙雲處於下風之際，張飛及時於長坂橋出現，以驚人氣勢將反應不及的張遼連人帶馬打下橋而被水沖走。之後獨自一人面對曹操大軍，盡現萬夫莫敵之勢，僅以高聲咆哮已將曹軍嚇至人仰馬翻，曹營諸將均不敢上前與之交手，最後張飛以地勢及關羽放火之計逼迫曹軍暫退，為劉備的撤離賺取足夠時間。
趙雲
參照#殘兵
簡雍
字憲和，劉備同鄉，一直追隨劉備，成為其幕僚。為人心直口快，雖然態度傲慢，但說話一針見血。是劉備相當信賴的手下。
糜竺
字子仲，本為陶謙手下，徐州從事，後隨劉備。劉備娶其妹為妻。
諸葛亮
參照#水鏡八奇
廖化
在諸葛亮移居荊州後就追隨他，負責潛伏於蔡家工作，和諸葛亮一起投身劉備。在赤壁之戰前協助趙雲暗殺蔡瑁。
馬良
字季常。荊州名仕，在劉備攻略南方四郡時潛伏韓玄門下，利用流言讓韓玄眾叛親離，使他被逼投降。
馬謖
字幼常。情況和馬良相近。在韓玄投降後親手將他殺掉。
劉封
在劉備攻略南方四郡時登場，和司馬家及趙雲有關聯。以「寇封」之名潛伏於金旋門下，在戰場上協助劉備將金旋軍擊敗。及後被劉備收為義子，被王雙等新一代殘兵視為叛徒。
鞏志
被諸葛亮安排潛伏於武陵，殺死假意投降的金旋。
楊儀
字威公。在南郡之戰中登場，和簡雍一起成為幕僚。
劉禪
字公嗣。劉備兒子，於長板坡被趙雲救走。在小時已深明人命的重要，諸葛亮認為他長大後必成賢君，多次親自教導他。
黃忠
字漢升。沙羨一戰與太史慈大戰，自詡若年輕二十年，可將太史慈斬成肉醬。經常慨嘆生不逢時，懷才不遇。箭術了得，一連三箭射倒韓當、朱治和周泰，使自己和甘寧能夠於危難時全身而退。荊州劉家投降前轉到四郡劉度之下。曾讓關羽受傷但仍不敵，最終在反間計及流言下，再加上魏延說服而投降劉備。
魏延
字文長，曾和趙統等人對付張飛，熟水性，輕易地看穿張飛的佈軍並快速應對，被張飛評為大將之才，及後說服黃忠一起投降。爾後，原先在面對劉備時展現骨氣，沒有讓劉備摸頭，反而讓尚是小孩的劉禪摸頭，暗示他真正效忠的並非劉備，而是他的繼任人。但在後續的荊州戰役中，被劉備評為國家最後的棟梁之一，漸漸對劉備產生服從之心，而讓劉備摸了頭，歸於劉備軍麾下。
關平
字坦之，關羽之子。
趙統
燎原火（趙雲）以及樊氏所生之子，和趙雲一樣沒有痛覺，劉備、張飛也先後察覺他應該和趙雲有關係。在樊氏死後和趙雲相認，歸降劉備。
陳到
字叔至，「白毦軍」統領，曾力戰並射殺曹純。

## 馬騰軍
馬騰
字壽成，出身自涼州的軍閥，是西漢伏波將軍馬援的後人，擁有羌族血統。平日喜歡吃麵，並喻敵人為食材，要將其吞食，因此賈詡曾指馬騰「以吃比喻取天下」、「令人心寒」。曾為國出兵，討伐李傕、郭汜等輩，氣勢一時無倆；但經賈詡遊說後，權衡利弊，還是決定回兵，以保全涼州基業的利益為首務。後來國戚董承密議反抗曹操，組織地下勢力，馬騰亦參與其中。
馬超
字孟起，馬騰之子，使用鐵槍，勇不可當。曾隨父討伐李傕、郭汜，並在戰場上救過呂布，而且自詡新戰神，並自我評論說在戰場上，殺生是行為，狠毒是睿智，而吃才是真理。潼關起義時，再次展現不下呂布的勇猛與智慧，獨闖曹營本部，逼得曹操想起當年練兵。
韓遂
字文約，涼州軍閥之一，曾隨馬騰攻伐李傕、郭汜。
龐德
字令明，馬超副將，勇武過人，在長安一役中曾與張遼邂逅，互相角力，彼此不分上下。以前與張飛交手過，稱對方武藝與馬超不分軒輊，張飛也稱龐德的武藝能與二哥關羽一較高下。
馬岱
馬超之堂弟。
馬休
馬超之弟。
馬鐵
馬超之弟。
- 楊秋
- 成公英
- 閻行

## 陶謙軍
陶謙
字恭祖。
曾經自白說劉備為得徐州地盤是一個假仁假義的偽君子，後來在亂軍之中被典韋所殺
糜竺
參照#劉備軍
陳登
字元龍。與司馬家往來密切，常配合司馬懿之計行事。曹操佔領徐州後歸順曹軍，然而因曹軍實行「屠一城降十城」計策而深恨郭嘉。後病危臨終之際得知郭嘉病重不久於人世以及司馬懿等人成功引華陀入荊州進而斷郭嘉生路之事感到欣慰。
曹豹

## 孔融軍
孔融
字文舉，建安七子之一。
- 田楷

手下曾有太史慈這名猛將，但後來投效孫權

## 袁術軍
袁術
字公路。曾引孫策仇人伏擊孫策（實為凌操），並取得玉璽。在壽春脫離漢室獨立並建立仲家帝國，但最終被劉備所敗。受司馬懿指使推袁紹為帝以換取糧食，最終被毒死。
廖蘭
紀靈
袁術軍猛將，袁術謂之「天縱神將」。曾一拳轟開燎原火，並與關羽戰得不分勝負（後來發現是關羽一直在放水）。在袁術進攻呂布時被呂布一招生擒。最後在與劉備軍開戰期間，與張飛交戰不過數回合，便被張飛刺於馬下，死於於亂軍之中。紀靈至今是全書中唯一一位與諸多猛將交過手的人物。
無名軍師
發計厲害，善走連環，專長善後，曾算凌操、孫策、山無陵，燎原火不慎捲入計中，更把山無陵綁架入己營中，後被殘兵弓箭手射死，終生無名。
劉勳
字子台。經常和紀靈爭功，被周瑜暗算而和紀靈交戰。雖然是袁術旗下，但自成一國，在仲家帝國滅亡後仍處於安穩。最終被呂蒙擊敗投靠曹操。
閻象
橋蕤
張勳
雷薄
袁術軍將領。反對袁術稱帝。在劉備和袁術交戰時被賈逵威逼利誘而投降曹操。

## 劉繇軍
劉繇
字正禮。
張英
劉繇軍麾下第一大將，為劉繇軍中的台柱，號大江戰神。具有連當年的孫堅也忌憚三分的實力，見部下惠衡被孫策一戟刺死後，仍然冷靜的迎戰。但最後仍被孫策一戟刺殺。他死後，劉繇軍的士氣幾乎全部潰散，使得孫策得以七八千兵馬連下五城。
惠衢
笮融
李原

## 張繡軍
張繡
賈詡
參照#水鏡八奇
胡車兒

## 反曹同盟軍
反曹同盟是由水鏡門下六奇龐統所發起籌組的聯合軍，目的在於討伐曹操。龐統學成出山之後，投靠其心目中的明主陳王劉寵，意欲消滅曹操，建立雄峙北方的陳國勢力，以應驗張飛畫作中所預言的三分天下之局。為使同盟軍有足夠對抗曹操的實力，龐統積極遊說各諸侯、江湖幫會、刺客集團等，並一度將曹操逼入走投無路的絕境。不料後來劉寵竟遭行刺，同盟軍也旋即瓦解，功敗垂成。

### 劉寵軍
劉寵
漢朝宗室，封陳王，是龐統心目中的明主，譽其為「勇謀兼備，深得民心，總有一天，必有所為」。在平定黃巾之亂的過程中展現卓越的將才。接受龐統的建議，成立反曹同盟，趁曹操進駐宛城之際，與張繡等勢力聯手，將曹操所帶去的數萬軍隊幾乎全數殲滅，並間接導致河內司馬家的傾覆。不久後被司馬懿所派出的刺客三船所殺，死後，反曹同盟立即瓦解。
駱俊
字孝遠，劉寵部將，死於前往行刺劉寵的三船之手。

### 梁平軍
- 梁平
- 董象

### 宋立軍
- 宋立
- 陳南

## 劉表軍
劉表
字景升。早早已在荊州立足，曾參加反曹聯軍。在宮渡之戰後收留劉備，主張對抗曹操。以諸葛亮所言，他被主張投降的家臣暗殺。
劉琦
劉表長子。劉表的原繼承人，被劉備所保護，在黃祖死後劉備用計將他調至江夏，讓他手握荊州重兵。在劉備攻略四郡時病亡，疑為諸葛亮暗殺。
劉琮
劉表之子。被蔡瑁等外姓親戚私下立為繼承人。並在劉表死後投降曹操，及後被曹軍殺害意圖嫁禍劉備。
黃祖
江夏主將，支持劉琦為繼承人。曾指示甘寧殺害孫堅，面對孫策及孫權進攻時連戰連敗，最後因甘寧私開城門，被凌統殺死。
甘寧
參照#孫堅、孫策、孫權軍
黃忠
參照#劉備軍
蔡瑁、張允 、文聘
參照#曹操軍

## 四郡聯盟
韓玄
長沙太守，在赤壁大戰後脫離曹操，以仁義照顧百姓。看穿三分天下之計以及諸葛亮故意放走曹操。意圖取代劉備成為三分天下的一員，但戰後才發現「方寸未夠」，沒有能力取代劉備。最終被馬良流言之計讓他眾叛親離最終投降，被馬謖殺害。
趙範
桂陽太守，在赤壁大戰後脫離曹操並詐降劉備，淫賤和扮自稱趙雲同鄉。利用樊夫人美色暗算附近不願降的軍閥，最終被趙雲所殺。
劉度
零陵太守，在赤壁大戰後脫離曹操，能力令人感到憂慮，帶領擁有強勁實力的黃忠和邢道榮與劉備交戰但都失敗，於建安十四年以「勿為難百姓」為由成為四郡聯盟中唯一投降劉備的太守，劉備稱其「勇氣之大，令人敬佩」。
金旋
武陵太守，在赤壁大戰後脫離曹操並詐降劉備，但被看穿而遭鞏志殺死。在作品中僅出現名字，直到死亡也沒有登場。
陳阜、徐安
金旋部下，原定在詐降劉備後引兵偷襲，被寇封識破而殺死，部隊全部投降劉備。
黃忠、魏延、趙統、寇封、鞏志、馬良、馬謖
參照#劉備軍
邢道榮
曾靠打賭贏了黃忠的大刀但黃忠是射箭的，並以此挑戰關羽不敵，被黃忠所救。
樊氏
在年輕時嫁給燎原火，並為他生下趙統。但因誤會下分開 ， 以為被燎原火拋棄。後利用自身美色協助趙範，重遇燎原火下發現燎原火未有拋棄自己 ， 而且還視自己為畢生摯愛。雖然燎原火有意帶走樊氏，但最終被八奇挾持，逼燎原火拿趙範交換失敗後殺死。樊氏死前聽到燎原火的表白後恍然知道燎原火對自己的真心，死前重新接受了燎原火。樊氏死後由燎原火親手安葬，燎原火表示死後會回來跟樊氏一起合葬。

## 劉璋軍
劉璋

张松
遭到張任設計，被丟下山坡而死。
法正

孟達

張任

冷苞

嚴顏
擅長變臉。

## 水鏡府

### 教师
司馬徽
张昭
钟繇
阚泽

### 水鏡八奇
是水鏡先生（司馬徽）所親自培訓的軍師集團。因該團體由水鏡的八位門下弟子所組成，故名水鏡八奇，簡稱「八奇」。八奇在故事中擁有舉足輕重的影響力，每位成員皆被視為當代最傑出的軍師，因此各方諸侯無不想方設法延攬，以求為己效力，但他們多半僅依自身的意願、信念和理想行事，不受任何形式的威脅利誘。就某種形式而言，儘管《火鳳燎原》真正的主角是司馬懿與燎原火（趙雲），但在這部以鬥智為主軸的漫畫中，水鏡八奇是最能體現其核心思想的靈魂人物。八奇的成員除少數是作者的原創角色外，絕大多數都是以真實的歷史人物為藍本。
八奇在水鏡門下期間，除了學習兵法謀略等相關課程外，還必須擔任老師，為天下間慕名前來水鏡先生處求教的軍師和謀士們上課，而通常不由水鏡先生親自指導。建安十六年，水鏡府遭八奇滅門，水鏡先生亦遭其殺害。
形象
水鏡八奇有一套制式裝扮：T字形髮髻；頭戴竹笠；圍上簾狀面罩，只露出眼睛；白色長袍外加件寬肩無袖、長度及膝的黑色布衣；腳穿黑色長筒靴等。在未正式出師前，都必須維持這種形象，不可輕易將面目示人，但偶有例外，例如七奇經常將竹笠取下。但一般來說，由於這種裝扮某種程度的懸疑效果，因此面罩後的真面目及其真實身份成為本漫畫的一大賣點，引起讀者群廣泛的討論及揣測。
一奇：袁方
字显谋，八奇之首。為作者的原創角色，歷史上並無其人。故事設定為袁紹的私生子（名義上為叔姪），其聰明才智備受袁紹肯定，自幼便將他送到水鏡先生門下學習。曾擔任征討董卓的關東軍總軍師，用計削弱其他諸侯的戰力，為將來袁家的強盛鋪路。愛慕一位名為小茶的女子，其為一富豪之女，但袁紹曾安排他與孫堅之女孫淑進行政治婚姻，所以袁紹便下令暗殺小茶，因此埋下兩人日後不合的種子。所行兵法為「不戰而屈人之兵」，數月破公孫瓚易京，公孫瓚並驚稱袁方為魔王，達到先人所不能及之事，獲水鏡先生認為思想飛越程度已超出軍師的範疇，袁紹更大膽懷疑水鏡之所以栽培剩下七奇，其用意即在牽制袁方。在袁家陣營中高覽、張郃屬於他的派系。亦是南華八怪之一左慈的徒弟，在八奇中只有他與五奇周瑜是武將出身。並在日後引二奇荀彧入林中伏，造成荀彧負傷退陣，而在津西一戰中擺出絕學風后八陣圖以寡擊眾大敗郭嘉所率領的曹軍。挑起袁譚和袁尚間的不合讓他們兄弟內鬥，並火燒烏巢望能藉此剷除袁紹，但計謀卻被司馬懿等人的幕後布局破壞，自己更被化名楊清的楊修偷襲刺殺。之後選擇跳崖，意識模糊間了解自己的生存意義，更彷彿見到了戀人小茶的幻影，在其懷抱中安然逝去。之後屍身由荀賈郭三奇進行簡單的葬儀，一火抿恩仇。袁方集統帥、軍師和高超政治手腕於一身，被認為是綜合能力最強的八奇。
二奇：荀彧
字文若。歷史人物。行事屬溫和派，王佐之才，善於為養之道，與其姪荀攸同為曹營軍師。曾為曹操歸順青州的十萬黃巾餘黨加入曹軍，使計讓曹操順利迎漢獻帝至許都，且不費吹灰之力便收服長安，為定許都第一謀臣，自曹操挾天子以令諸侯之後，皇室數十年不倒，曹操也是，在討伐呂布和袁術的過程中做出重大貢獻。擅長於內政與外交，謙稱自己來來去去也只會「養兵千日，用在一時」這招。赤壁之戰留守許都，戰後各地叛亂四起，穩守防線。在曹操有心立魏後逐漸被曹營忌憚所為保皇上，假傳聖旨扶保孫、劉，又勸說馬騰認罪，破解超瑜榻上策，其後退隱，實際上推波助瀾、佈局不動聲色，利用朝中保皇派及外部軍閥勢力以延緩曹氏立魏。此時暗處手段之凌厲，與一直顯露的光明溫和大不相同。最終在銅雀台上，配合蔡琰所重現的許臨《望鄉行》發表演說，成功逼使曹操無法立魏。因無法放下對曹操的敬佩之情而猶豫，沒有發動徹底剷除曹氏勢力的狠手，但仍留下挑動曹丕曹植為繼承人之位相爭的殺招。於銅雀台被楊修安排的二代殘兵燎原廣刺殺，被司馬懿救走後仍毒發身亡。死前見到郭嘉幻象，回想起初心，對未竟全功的遺憾釋懷。死後尸首被送到壽春前線作宣傳工具。門下有滿寵、徐晃，但後者於銅雀台時已放棄支持荀彧。
三奇：賈詡
字文和。歷史人物。曾先後輔佐董卓、牛輔、張繡等人，擅長「黑暗兵法」，其行軍佈陣的能力相當卓越，又被稱作「陣王」，師弟郭嘉稱其為「黑暗大使」，更被郭嘉稱之為用刑高手，絕技為「荊軻刺秦，公子獻頭」。其行軍佈陣的能力連司馬懿也自嘆不如。與董卓女婿李儒結為義兄弟，因此呂布謀殺董卓和李儒奪權後，賈詡誓報此仇，說服牛輔犧牲以引出呂布全軍盡出，而用一成兵力在五天內敗呂布於長安；後來又讓西涼太守董越坦然受呂布刺客（即張遼）的刺殺，令呂布在長安中一時鬆懈地被圍剿。賈詡兩次大敗呂布令其亦甘拜下風，賈詡因此聞名天下。離開長安後，賈詡輔助張繡進佔南陽，主張其投降曹操，雖然曾發生龐統連環計事件，但最終成功令張繡降曹。賈詡與郭嘉交情甚篤，二人均信奉黑暗兵法，與荀彧的處事作風相違。賈詡曾多次暗中幫助曹操擴張勢力，直到張繡投靠曹操後，正式加入曹營，在徐州、下邳等戰事中更充當曹軍的總策劃。在赤壁之戰初期，賈詡與五奇周瑜展開水戰以試練己方水軍實力。赤壁大戰期間，以投石車重創陸遜的水軍，再與荀攸分兵夾擊。之後準備入林截擊陸遜，卻不知道原來此乃周瑜計謀之一，陸遜軍隊向江中逃脫，而周瑜假裝撤退後分散了荀攸水軍，並以大量物資船撞向河岸，賈詡大軍於林中被大火重創，其後退守江陵。曹方荊州攻略的總軍師，與六奇、七奇等共十三位軍師合注孫子兵法，向周瑜討教。為確認周瑜身死親入其所佈的火陣，憑藉馬鈞的指南車全身而退。於潼關之戰中，以離間計瓦解涼州聯盟。目前二代殘兵的王雙、郭淮正追隨賈詡。
四奇：郭嘉
字奉孝。歷史人物。獲賈詡譽為八奇中的最強者，有「決策之王」的美譽，也被稱為「姓郭的惡魔」、「吹牛大王」，體質羸弱，似患有重疾，屢次受名醫華佗之助得以維持健康。擅長極端的「黑暗兵法」，曾向曹操獻計屠殺徐州城百姓，以「屠一城，降十城」之法連下徐州數城，可惜最後仍被司馬懿和七奇諸葛亮聯手擊敗。兵法「無征不信」藉徐州之行引出曹軍中所有異己之眾，更利用呂布的濮陽之亂磨練曹操麾下的眾將領，對日後官渡之戰的勝利貢獻良多。征呂布行雙計齊發，水淹下邳。在津西之戰與一奇袁方有陣型間的精采對戰。官渡戰後病情惡化，於是在臨終前佈局平定袁家最後勢力，並準備南征策略，以及用心戰使司馬懿一時不反，最後更是算到了未來曹操可能會在赤壁因輕敵而敗逃華容道，令軍士先行設營。最後荀彧明白郭嘉「奉孝殺戮」背後真正的苦心，郭嘉也流下感激的淚水，在荀彧懷中溘然長逝。死後遺計副策的執行者包括楊修、朱靈等人，但真正的執行者是荀攸。
五奇：周瑜
字公瑾。歷史人物。孫策的結義兄弟，在孫策佔領江東的過程中扮演重要角色，用計牽制袁術和劉表，令兩方和江東各勢力互鬥，讓孫家輕易收復江東各郡。因周瑜無扶漢之心，且所作所為只為使孫家捲土重來，連玉璽也可當為籌碼，所以諸葛亮不喜與之為伍。周瑜長相酷似司馬懿，甚至曾被太史慈及其家僕誤認。用兵統兵之能獲水鏡先生評為最強，天文方面亦被水鏡認為已得闞澤的真傳，卻不擅長內政，在八奇中只有他與一奇袁方是武將出身。官渡一畢，叫六奇龐統去遊說甘寧背叛黃祖，並進攻江夏，擊殺黃祖。緊接著，準備與七奇諸葛亮所在的劉備軍結盟，共擊曹操，并在江上和三奇賈詡展开水战，善用繩索攻敵，曾與燎原廣一戰而力擒燎原廣，稱得上是勇謀兼備，曾自評說跟孫策打架打到長大的。根據2019年最新連載，周瑜疑似早已有難癒之疾，並以和燎原廣打鬥時中毒為餌引誘曹軍，同時多次釋放假的死訊，讓東吳將士漸漸擺脫對自己的依賴。最終在曹軍圍山時，一人發揮水鏡一奇到七奇所長，放火燒山，讓曹軍在赤壁之戰後再度遭逢慘敗，也使曹操失去短期內一統天下的實力。自己亦殞落山間，自燃屍身，以己身為餌吸引賈詡、龐統落入火陣。
六奇：龐統（鳳雛）
字士元。歷史人物。在關東軍討伐董卓時，曾以摺疊法快速解出董卓所設計的經文暗號，而獲其師水鏡授予「鳳雛」之號。面有刺青，右眼似有殘疾，眼白全黑，但卻與演義不同，容貌帥氣。擅長算計佈局，被三奇賈詡稱為「怪物」。出山後便聯合張繡、劉表、呂布等大小諸侯對付曹操，一度將曹操逼入絕境，並間接使司馬家族被曹操秋後算帳而滅門。最初心儀的主公是陳王劉寵，但劉寵很快便遭司馬懿派遣刺客暗殺掉，反曹包圍網亦告失敗。後來龐統偶遇劉備並對其重新評價，開始心生投靠劉備之意，又在官渡之戰前夕協助孫策進犯曹操。認為最高明的兵法是讓別人知道自己的下一步，甚至是知道第二步第三步來設法應對，卻踏進龐統的連環算計之中，這便是「連環計」。官渡一畢，以絕妙口才成功說服甘寧投向孫軍。但一直沒有效忠孫家，並在赤壁之戰前被諸葛亮說服投靠劉備。之後於荊州活動，助劉備於赤壁戰後取下荊州。現主導劉備入川一事，與張任對抗。
七奇：諸葛亮（臥龍）
字孔明。歷史人物。關東聯合軍時期，與司馬懿聯手解開董卓所設計的經文暗號「城下一聚」(參考斯巴達的密碼棒)，從中看出董卓即將有遷離洛陽之舉，不久獲得「臥龍」稱號，後在曹操首次伐徐州時，再與司馬懿聯手扮成雨神赤松子，導致郭嘉率領的曹軍戰敗，解徐州之圍。八人之中，最受水鏡青睞。在水鏡府教授各地小城的駐城軍師各種軍法時，曾單憑斥侯匯報軍情便接連準確推斷十六場小城戰役的勝負，被水鏡讚譽他的思考方式已到了「神」之境。但料事如神的境界，卻常被保守的水鏡認為過於大膽猜測，是八人中最擅長神行之術的人。官渡將完，被燎原火（趙雲）找上，受邀加入劉備陣營，他卻提出「劉備要先吞劉表、滅劉璋，一統劉氏」的請求才肯出山；這段期間還請張飛畫下整個荊州的地形圖，以備將來戰役所需。官渡一畢，在劉備「三顧茅廬」的幌子下，達成「劉表兒子兄弟鬩牆」、「為五奇周瑜佈下江夏防線」、「劉琦引兵夏口，掌握荊州主軍」等三項戰略條件，還從「劉表閉門不出」一事判定劉表已遭蔡氏家族謀害，更預測到曹軍會靠水患之勢從漢水浩蕩進軍，遂為劉備出山。於赤壁之戰中，表面上只是從旁協助五奇周瑜，實際上已從隱居荊州十年中掌握了其天氣之勢，在周瑜擊退曹操後，僅利用天氣而不費兵卒將曹操大軍殺傷過半，而水鏡及周瑜等人方才明白諸葛亮其實一直掌握了整場戰爭的主導權。和其和善的外貌不同，善於用刑，在逼假張松招供時曾以鐵鎚凶殘地打死一人，觀看時的簡雍曾跟楊儀說：軍師要會殺人，一輩子沒殺過人的軍師只能稱得上是紙上談兵，越是厲害，越是凶殘。將治世希望寄於阿斗上。門下有學生陳式、負責替他在荊州行走的廖化，以及隨侍身邊的學生馬謖。
八奇：趙昇
原創人物。歷史上的趙昇是天師道張道陵的弟子，使用此名的第八奇，以教派內「天師承襲」的方式繼承歷史趙昇的「仙人」身份。被譽為「八奇中最擅長觀察天象」的人，擅使宗教兵法，行事狠戾，尤其喜愛要求人作出選擇。名字暗含「白日飛升」之意，曾於在與燎原火交手後被詢問名字時，以手指向藍天白雲的天空。此舉曾誤導讀者他才是常山趙雲，實則和趙雲的「雲」不同，應是指上「昇」。先後扶持趙範、馬超等人，但真正擔任的是南華八怪的軍師，目前正利用馬超以壯大漢中的師君張魯。身為八奇之一，真正的理念與陣營卻都屬於太平道-五斗米道，進入水鏡府臥底就是為了讓八怪吞併八奇。據少時的袁方所推測，其野心為「左手掌控水鏡府，右手指揮太平道」，並「取代最強、最後的勝利者」。太平道背景源於少時曾加入益州張修的學府，拜師鶴鳴山，學習醫術與宗教兵法，獲批語「鶴聲聞於野」。一直追求「工心之術」與「邪教」等宗教兵法，理念是用信仰統治天下，追求「政教合一」，藉此消除戰爭。少時亦曾冒充趙昂加入常山趙家教府學武，早於燎原火拜師趙真，二人同為趙真最欣賞的弟子，後因被王異識破及為追求「天下群書的奧秘」而離開。他武藝精湛，是八奇中唯一的刺客，戰法狠辣而迅疾如風，和燎原火一樣擅使常山劍法，二人戰鬥時曾用壯士決對決。自出場以來就侍奉在恩師水鏡身邊，隨水鏡一同觀察赤壁之戰及作出推演。於荊南四郡篇正式出山，作為桂陽太守趙範之同鄉兼同姓義弟，暗中主導四郡叛亂，並疑似與周瑜勾結而引導馬超介入曹孫劉三家亂局，以達成排除劉備的三分之策。早年曾與趙範一同在許臨遇刺後收留樊夫人，後於桂陽之戰與燎原火對峙時殺死樊夫人，與燎原火結仇，趙範亦為燎原火所殺。在桂陽設有據點及拷問室，和諸葛亮一樣會酷刑逼人招供，不僅拷打朝廷巡南將領，獲取蜀中和南蠻相關資訊及地圖，也可能和蠻人有連結。離開桂陽後繼續與馬超及荀彧合作，作為被軟禁的荀彧在外行走謀劃的幫手，策劃包括潼關之戰在內影響多方的一系列大事件，並從中為五斗米道謀取利益。潼關之戰讓他得以引萬戶入川，增強漢中勢力。恩師水鏡病重之際，返回荊州照顧，因以宗教為兵法，與老師產生道爭，遭水鏡門人清理門户，但他反過來血洗水鏡府，親手弒師，奪取荊州巨資。隨後返回涼州聯盟繼續擔任軍師，於劉備入川期間與龐統合作，助馬超聯合羌胡攻打冀城進迫中原。此亦為荀彧牽制及削弱曹氏力量的大計謀之一環。於冀城之戰與恩師趙真重逢，與之交手但不敵，後引得馬超出手重創趙真。燎原火出手救下趙真並與馬超大戰，趙昇趁馬超受傷之際，使用心理暗示和言語誘導蠱惑了馬超入教。最後以「仙人」身份籠絡在場羌胡，許諾他們將來可以稱霸中原。於此役中首次脫下自登場以來就帶著的面罩，並公佈「五斗米道，仙人趙昇」的真實身份。面罩下的真實面容猙獰難看，與第一回司馬懿惡夢中的「司馬太傅」高度相似。在此之前僅露出看似有棱角的海鷗翅膀般的眉毛，長期被作者隱瞞的身份是讀者議論猜測多年的話題。手下有楊昂與董祀。

### 其他
滿寵
荀彧的弟子
陈式
諸葛亮的学生，疑似三國志作者陳壽父親。
遺珠
水鏡先生（司馬徽）曾打算招攬司馬懿為門生，但因為一時的看走眼而作罷，這讓水鏡日後十分懊悔，自責於自身的庸俗。

## 南華八怪
張角、張寶、張梁
於漫画中仅被提到，於外傳小說《黃巾》中出场。
于吉
華佗為其徒弟。本名並非于吉，而是承襲了于吉的名號出關的弟子，和孫策暗中爭奪江東失敗，被龐統識破計謀。在孫策死當天於獄中自盡。
左慈
字元放，袁方為其徒弟。曾派手下暗算孫策。在官渡之戰後投誠曹操，伺機為袁紹及袁方報仇。在曹操退走華容道時試圖殺死曹操時被司馬懿出賣，被三船殺死並取下首級。

### 其他
南華老仙
於外傳小說《袁方》中曾提及。南华老仙被水镜先生评价为“冒充庄子的混蛋”，而八怪则被水镜评价为“想做士大夫的大夫”，疑為八怪之師
張修
五斗米教成員，在益州開設學府傳授醫術，其傳人被稱為米道人，趙昇少年時前去進修過醫術，後加入黃巾軍